# Heinz Schenk
Heinz Schenk geboren als Heinz Friedrich Schenk (Mainz, 11 december 1924 – Wiesbaden, 1 mei 2014) was een Duitse presentator, showmaster en acteur.

## Jeugd en opleiding
Heinz Schenk trad als jongeman reeds op in het Mainzer Vrouwenkoor-carnaval. Na zijn schooltijd aan het bisschoppelijk Willigis-Gymnasium voltooide hij een opleiding in de tapijt- en gordijnen-afdeling van het warenhuis Krüger & Brandt in Wiesbaden en nam parallel daaraan toneelonderricht. De voor optredens benodigde legitimatie kreeg hij dankzij de hulp van zijn pastoor, die de herkomst van de moeder, een half-joodse, manipuleerde.

## Carrière
Zijn eerste verbintenis na de oorlog kreeg Schenk in Worms bij het cabaret Elefant voor de gage van vijf Reichsmark, een groepsmaal per avond en een plaatsbewijs voor de 3e klasse. Daar maakte hij parodieën van Heinz Rühmann, Theo Lingen, Hans Moser en Hans Albers. In 1951 begon hij bij de HR als radiopresentator. Zijn eerste televisieoptreden had hij bij de privézender Telesaar in het Saarland, waar hij als conferencier reclame maakte, door de naam van producten zoveel mogelijk te noemen.
Schenk werd pas bekend door de radio-uitzending Frankfurter Wecker en later door het amusementsprogramma Zum Blauen Bock, dat hij in 1966 overnam van Otto Höpfner. Hij presenteerde dit programma 21 jaar lang en 134 maal. Als gastvrouw en producent fungeerde Lia Wöhr, de assistent was Reno Nonsens. Alle liederen die hij zong in de Blauen Bock, had Schenk zelf geschreven en meestal samen met Franz Grothe gecomponeerd.
Als acteur speelde hij in meerdelige serie Wilder Westen (1988) van Dieter Wedel de rol van de gepensioneerde Konrad Abs. Hij was ook te zien in de satire Kein Pardon (1992) met Hape Kerkeling, waarin hij de kortaangebonden showmaster Heinz Wäscher speelde. Hij trad ook op in meerdere producties van het Volkstheater Frankfurt, waaronder als Datterich in Rendezvous im Palmengarten met Liesel Christ, als professor Henry Higgins in de musical My Fair Lady en als gierigaard in de Hessische bewerking van Der Geizige van Molière.
Van februari 1993 tot november 1996 maakte hij met het programma Fröhlich eingeSchenkt een comeback. Enkele jaren later was hij weer op televisie te zien in de aflevering Das Osterwunder uit de RTL-serie Alles Atze, in het kader van een groot gastoptreden.
Schenk was ook als zanger en tekstdichter succesvol. Zijn liederen werden meestal gecomponeerd door Franz Grothe en in zijn programma's uitgevoerd. Zijn grootste hit was het nummer Es ist alles nur geliehen (35e plaats), waarmee hij zelfs in de ZDF-Hitparade optrad. Het lied was in 1978 ontstaan naar aanleiding van een uitzending van Zum Blauen Bock vanuit Vaduz. Verdere bekende nummers zijn Alles kann der Mensch nicht kaufen – nur keine Zeit en Wir sind alle Marionetten, maar ook de carnavalsschlager Heut ist Karneval in Knieritz an der Knatter. Deze werd in de jaren 1970 en 1980 door Ernst Hilbich elk jaar tijdens de carnavalsperiode gepresenteerd in de Blaue Bock. De tekst werd door Heinz Schenk aangepast en opnieuw geschreven. In 1985 zong hij het nummer van de ARD-Fernsehlotterie Gib dem Glück eine Chance.

## Onderscheidingen
Schenk kreeg meerdere onderscheidingen, waaronder de Hessische Verdienstorden, de Bambi, de Hermann Löns-medaille en het Bundesverdienstkreuz 1e klasse.

## Privéleven en overlijden
Hij was sinds 1951 getrouwd met Gerti Kraus, een geschoolde kapster, waarmee hij van zijn pensioen genoot in Wiesbaden-Naurod. Zijn echtgenote overleed in 2013 in de leeftijd van 85 jaar. Heinz Schenk overleed in de nacht van 1 mei 2014 in de leeftijd van 89 jaar in zijn woonplaats Wiesbaden aan de gevolgen van een infarct. Hij werd bijgezet op het kerkhof van Wiesbaden-Naurod.

## Filmografie
- 1982: Ein dicker Hund
- 1983: Laß das – ich haß' das
- 1988: Wilder Westen inclusive
- 1992: Kein Pardon
- 1996: Peanuts – Die Bank zahlt alles